# Cereceda (Ávila)
Cereceda es una localidad española del municipio abulense de La Carrera, en la comunidad autónoma de Castilla y León.

## Historia
Hacia mediados del siglo XIX, la localidad, perteneciente ya por entonces al término municipal de La Carrera, era mencionada como un barrio. Aparece descrita en el sexto volumen del Diccionario geográfico-estadístico-histórico de España y sus posesiones de Ultramar de Pascual Madoz de la siguiente manera:

CERECEDA: barrio en la prov. y dióc. de Avila (14 leg.), part. jud. del Barco de Avila (1/2), ayunt. y felig. de La Carrera en cuyo pueblo estan comprendidas las circunstancias de su localidad, pobl. y riqueza. (V.)
(Madoz, 1847, p. 325)

En 2021 la localidad tenía 15 habitantes censados.